# العرض العادي
العرض العاديّ (بالإنجليزية: Regular Show) هو مسلسل رسوم متحركة أمريكيّ أنشأه جاي جي كوينتيل لصالح كرتون نيتورك وتمّ عرضه لأوّل مرّة في الولايات المتحدة بتاريخ 6 سبتمبر 2010.
تدور أحداث المسلسل حول حياة صديقين، قيق أزرق اسمه مورديكاي وراكون اسمه ريكبي يعمل كلاهما كبستانيين في متنزه محليّ. محاولاتهما العادية لعدم فعل شيء والتكاسل تؤدي عادةً إلى حوادث غريبة وغير متوقّعة. خلال هذه الحوادث، يتفاعل ريكبي ومورديكاي مع غيرهما من شخصيّات المسلسل الرئيسيّة: بينسون، بوبس، ماسل مان، هاي-فايف الشبح، سكيبس، توماس، مارغريت، آيلين، وسي-جاي.
استندت العديد من شخصيات العرض العادي بشكل كبير على مجموعة أفلام قام بتطويرها كوينتيل أثناء دراسته في معهد كاليفورنيا للفنون وهي «الرجل الساذج من لوليلاند» و«الثانية صباحا ومساءً»، العمل كان أحد الفائزين في «مهرجان نيكتونز السينمائي» لعام 2005 وحظي باهتمام دولي بعد بثه على شبكة نيكتونز نيتورك.
بحلول مايو من عام 2013، كان قد تم مشاهدة البرنامج من قبل ما يقارب من مليونين إلى مليونين ونصف المليون مشاهد كل أسبوع. تلقّى المسلسل مراجعات إيجابيّة من قبل النقاد وقام العرض العادي بتطوير شرائح من المشاهدين من جميع الفئات العمريّة. وقد تمّ ترشيحه لعدّة جوائز من بينها جائزتان آني وأربع جوائز إيمي برايم تايم واحدة منهم فازت عن حلقة Eggscellent من الموسم الثالث الحلقة الثامنة عشر.
قرّرت كرتون نيتورك إنهاء المسلسل عند موسمه الثامن وقد بدأ هذا الموسم في 26 سبتمبر 2016.
في العالم العربي قد تم دبلجة المسلسل إلى العربية من قبل ستديو مصرية ميديا وتم عرضه على كرتون نتورك العربية لأول مرة في أغسطس 2016 

## نبذة
تدور أحداث قصة المسلسل بشكلٍ أساسي عن الحياة اليومية لصديقين قديمين هما مورديكاي وريكبي اللذان في الثالثة والعشرون من عمرهما، حيث يعمل كلاً منهما كبستانيين في متنزه محلي ويقضيان وقتيهما في تجنب العمل وترفيه نفسيهما بأية وسيلة. مما يثير استياء المدير الخاص بهما الذي يدعى بينسون الذي هو عبارة عن ماكينة للعلكة وزميله اليتي سكيبس.

## الشخصيات
- من اليسار لليمين: بوبس، بينسون، سكيبس، ريكبي، مورديكاي، ماسل مان، وهاي فايف الشبح.

من اليسار لليمين: بوبس، بينسون، سكيبس، ريكبي، مورديكاي، ماسل مان، وهاي فايف الشبح.

- مورديكاي وريكبي الشخصيتان الرئيسيتان في المسلسل، وهما يتعاركان في الصورة.

مورديكاي وريكبي الشخصيتان الرئيسيتان في المسلسل، وهما يتعاركان في الصورة.

مورديكاي: وهو قيق أزرق لا يستطيع الطيران وهو أعز صديق لريكبي ويحب مارغريت و سي جاي وهو أكثر جدية من ريكبي ويفعل ما يأمره به بينسون.
- ريكبي: وهو راكون كسول جدًا وهو صديق مورديكاي العزيز ويحب آيلين ويكره بينسون والعمل كثيرًا وترك المدرسة لكن بعدما تعرف على آيلين عاد إليها.
- بينسون: وهو المدير السيئ الذي يكره مورديكاي وريكبي ولا يثق بهما حيث صار بائسًا بعدما فقد تلميذه في لعبة عصا الهوكي.
- بوبس: وهو رجل عجوز غريب الأطوار يشبه شكل المصّاصة يستخدم الحلوى كنقود، أصبح غريبًا بعدما صدمه ريكبي بسيارة في الثمانينيات.
- سكيبس: وهو بستاني ويعمل في التصليحات العامة وهو الشخص الذي يلجأ إليه مورديكاي وريكبي لحل مشاكلهما، أوضح لنا المسلسل أنه شخصية خالدة.
- ماسل مان: وهو شخص لا يهتم بنظافته أبدًا والشخص الوحيد المتزوج في المتنزه وهو صديق هاي فايف العزيز وحبيب ستارلا.
- هاي فايف الشبح: هو شبح على رأسه يد وهو سبب تسميته هاي-فايف وهو صديق ماسل مان العزيز.
- مارغريت: وهي صديقة آيلين وحبيبة مورديكاي في فترة ما من المسلسل.
- آيلين: وهي صديقة مارغريت وتحب ريكبي.

## الأصوات العربية
- زياد الشريف - مورديكاي.
- عمر جاهين - ريغبي.
- يامن عبد النور - بينسون.
- محمود حمودة - بوبس.
- مصطفى حسين - ماسل مان (الصوت الأول).
- محمد أشرف - ماسل مان (الصوت الثاني).
- محمد شرشابي - سكيبس.

## الحلقات
يتكون العرض العادي من 8 مواسم وفيلم.

## روابط خارجية
- العرض العادي على موقع IMDb (الإنجليزية)
- العرض العادي على موقع ميتاكريتيك (الإنجليزية)
- العرض العادي على موقع روتن توميتوز (الإنجليزية)
- العرض العادي على موقع روتن توميتوز (الإنجليزية)
- العرض العادي على موقع ميوزك برينز (الإنجليزية)
- العرض العادي على موقع كينوبويسك (الروسية)
- العرض العادي على موقع قاعدة بيانات الفيلم (الإنجليزية)